# Тенрю (лек крайцер, 1918)
Тенрю (на японски: 天龍) е лек крайцер на Императорските ВМС на Япония. Главен кораб на едноименния тип.

## Строителство
Крайцерът „Тенрю“ е заложен на стапелите на Морския арсенал в Йокосука на 7 май 1917 г. Спуснат е на вода на 11 март 1918 г.
На ходовите изпитания, на 26 май 1919 г., при Татеяма, крайцерът на мерната миля развива 34,206 възела скорост при водоизместимост 3530 тона и мощност на силовата установка от 59 844 конски сили , показвайки така резултат по-висок от проектния (33 възела).
Обаче поради повреда в хода на изпитанията на ротора на лявата парна турбина „Тенрю“ влиза в строй едва на 20 ноември същата година, половин година по-късно, отколкото заложеният по-късно еднотипен „Тацута“.

## Командири
20.7.1918 – 20.11.1920 капитан 1-ви ранг (тайса) Кандзо Какуто (на японски: 角田貫三);
20.11.1920 – 1.12.1921 капитан 1-ви ранг (тайса) Тейджиро Мураше (на японски: 村瀬貞次郎);
1.12.1921 – 29.5.1922 капитан 1-ви ранг (тайса) Норийоши Йоко (на японски: 村瀬貞次郎);
29.5.1922 – 1.12.1922 капитан 1-ви ранг (тайса) Тацуджо Кавамура (на японски: 河村達蔵);
1.12.1922 – 15.10.1923 капитан 1-ви ранг (тайса) Хадзиме Мацушита (на японски: 松下元);
15.10.1923 – 1.12.1924 капитан 2-ри ранг (тюса) Синъити Огури (на японски: 松下元);
1.12.1924 – 20.10.1925 капитан 1-ви ранг (тайса) Йошио Такита (на японски: 瀧田吉郎);
20.10.1925 – 1.12.1925 капитан 1-ви ранг (тайса) Симпей Кида (на японски: 木田新平);
1.12.1925 – 1.11.1926 капитан 1-ви ранг (тайса) Исао Монаи (на японски: 毛内効);
1.11.1926 – 15.11.1927 капитан 1-ви ранг (тайса) Сейсиши Ямагучи (на японски: 山口清七);
15.11.1927 – 10.12.1928 капитан 1-ви ранг (тайса) Сигеру Кикуне (на японски: 菊野茂);
10.12.1928 – 20.8.1929 капитан 1-ви ранг (тайса) Йорио Савамото (на японски: 沢本頼雄);
20.8.1929 – 1.11.1929 капитан 1 ранга (тайса) Ибо Такахаши (на японски: 高橋伊望);
1.11.1929 – 1.12.1930 капитан 1-ви ранг (тайса) Йошио Хатия (на японски: 蜂尾義尾);
1.12.1930 – 15.11.1932 капитан 1-ви ранг (тайса) Кенсуке Мадареме (на японски: 斑目健介);
15.11.1932 – 1.11.1933 капитан 1-ви ранг (тайса) Минору Таюи (на японски: 田結穣);
1.11.1933 – 25.5.1934 капитан 1-ви ранг (тайса) Масао Канадзава (на японски: 金沢正夫);
25.5.1934 – 15.11.1934 капитан 1-ви ранг (тайса) Тору Иджава (на японски: 井沢徹);
15.11.1934 – 21.11.1935 капитан 1-ви ранг (тайса) Суеаки Касуга (на японски: 春日末章);
21.11.1935 – 15.2.1936 капитан 1-ви ранг (тайса) Митиаки Камата (на японски: 鎌田道章);
15.2.1936 – 10.11.1936 капитан 1-ви ранг (тайса) Кюхати Кудо (на японски: 工藤久八);
10.11.1936 – 2.8.1937 капитан 1-ви ранг (тайса) Канджи Угаки (на японски: 宇垣完爾);
2.8.1937 – 15.12.1938 капитан 1-ви ранг (тайса) Косо Абе (на японски: 阿部孝壮);
15.12.1938 – 15.11.1939 капитан 1-ви ранг (тайса) Саданао Ямадзаки (на японски: 山崎貞直);
15.11.1939 – 15.10.1940 капитан 1-ви ранг (тайса) Деенсуке Каноме (на японски: 鹿目善輔);
15.10.1940 – 28.8.1941 капитан 1-ви ранг (тайса) Юдзи Такахаши (на японски: 高橋雄次);
28.8.1941 – 5.6.1942 капитан 1-ви ранг (тайса) Мицутаро Гото (на японски: 後藤光太郎);
5.6.1942 – 5.12.1942 капитан 1-ви ранг (тайса) Симпей Асано (на японски: 浅野新平);
5.12.1942 – 18.12.1942 капитан 1-ви ранг (тайса) Мицухара Уеда (на японски: 上田光治);

## Коментари
1. ↑  От 1.12.1923 капитан 1-ви ранг (тайса)